# メルトヘルム
メルトヘルムは、ファッションブランドである。

## デザイン傾向
「汚さ」「グロさ」「退廃感」を重視したデザインが特徴。
ブランドのイメージカラーは赤だが、販売されている服の色は色とりどりである。
デザイナーが映画好きということもあり、映画にインスパイアされて制作した作品も存在する。（サドI、サドIIなどはマルキ・ド・サドの晩年を描いた作品『クイルズ』に触発されて作られた）
デザインはh.NAOTOに似た感じだが、h.NAOTOよりも低価格で販売されている。
h.NAOTOの服の形が衣装的なのが多いのに対し、このブランドの服の形は至ってシンプルである。
2010年1月にロック、パンク、ゴシックロリータファッション専門雑誌KERAに掲載された。
2011年には阿見松ノ介監督の新作映画「SUN OF THE DEAD」で衣装提供することが決定した。

## メディア
- KERA 2010年3月号
- 映画 阿見松ノ介監督 SUN OF THE DEAD 衣装提供